# 알미르 카유모프
알미르 카유모프(러시아어: Альмир Измайлович Каюмов, 1964년 12월 30일 ~ 2013년 8월 7일)는 러시아 출신의 전 축구 선수이다. K리그에서 등록명은 알미르를 사용하였다.

## 사망
2009년 11월 9일, 카유모프는 자신의 아파트 창문에서 뛰어내려 자살을 시도하였다. 그러나 러시아 경찰이 그를 만류하였고, 그는 정신병원으로 이송되었다. 이후 카유모프는 정신병원에 입원한 사실을 부인하며 자신이 단지 평범한 치료를 받았을 뿐이라고 주장하였다.
카유모프는 2013년 8월 7일 스몰렌스크에서 트럭에 치여 사망하였다. 이후 조사에 따르면, CCTV 영상에서 그가 트럭에 몸을 던진 것으로 확인되었기 때문에 자살한 것으로 추정된다.